# Bulbostylis mozambica
Bulbostylis mozambica är ett halvgräs som beskrevs av Louis-Florent-Marcel Raymond. Arten ingår i släktet Bulbostylis och familjen Cyperaceae. Arten är endemisk för Moçambique. Inga underarter finns listade i Catalogue of Life.